# Gönpo Tashi Andrugtsang

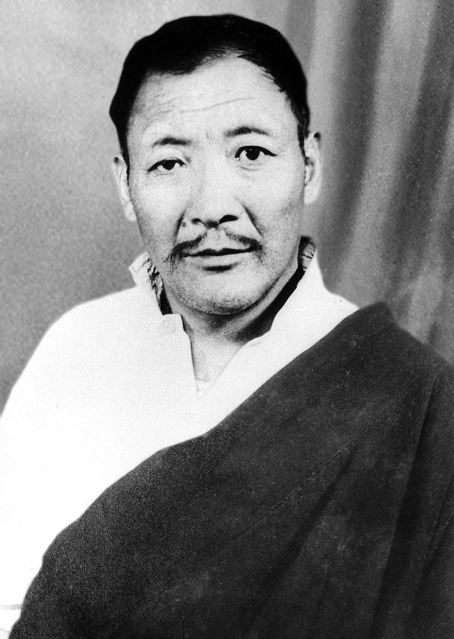

Gonpo Tashi Andrugtsang (1905 - Darjeeling, 27 september 1964) was een Tibetaanse rijke zakenman uit de oostelijke provincie Kham en vanaf 1956 rebellenleider tegen het Chinese leger.
Gonpo Tashi stond aan het begin van de oprichting van de verzetsbeweging Chushi Gangdruk, dat hij op 16 juni 1958 wist op te nemen in de National Volunteer Defense Army (NVDA). De NVDA werd gesteund door de Amerikaanse CIA met wapens en training en kwam eveneens onder het commando van Tashi. In 1964 overleed hij aan verwondingen door kogels en granaatkartets die hij tijdens gevechten had opgelopen.

## Zakenman

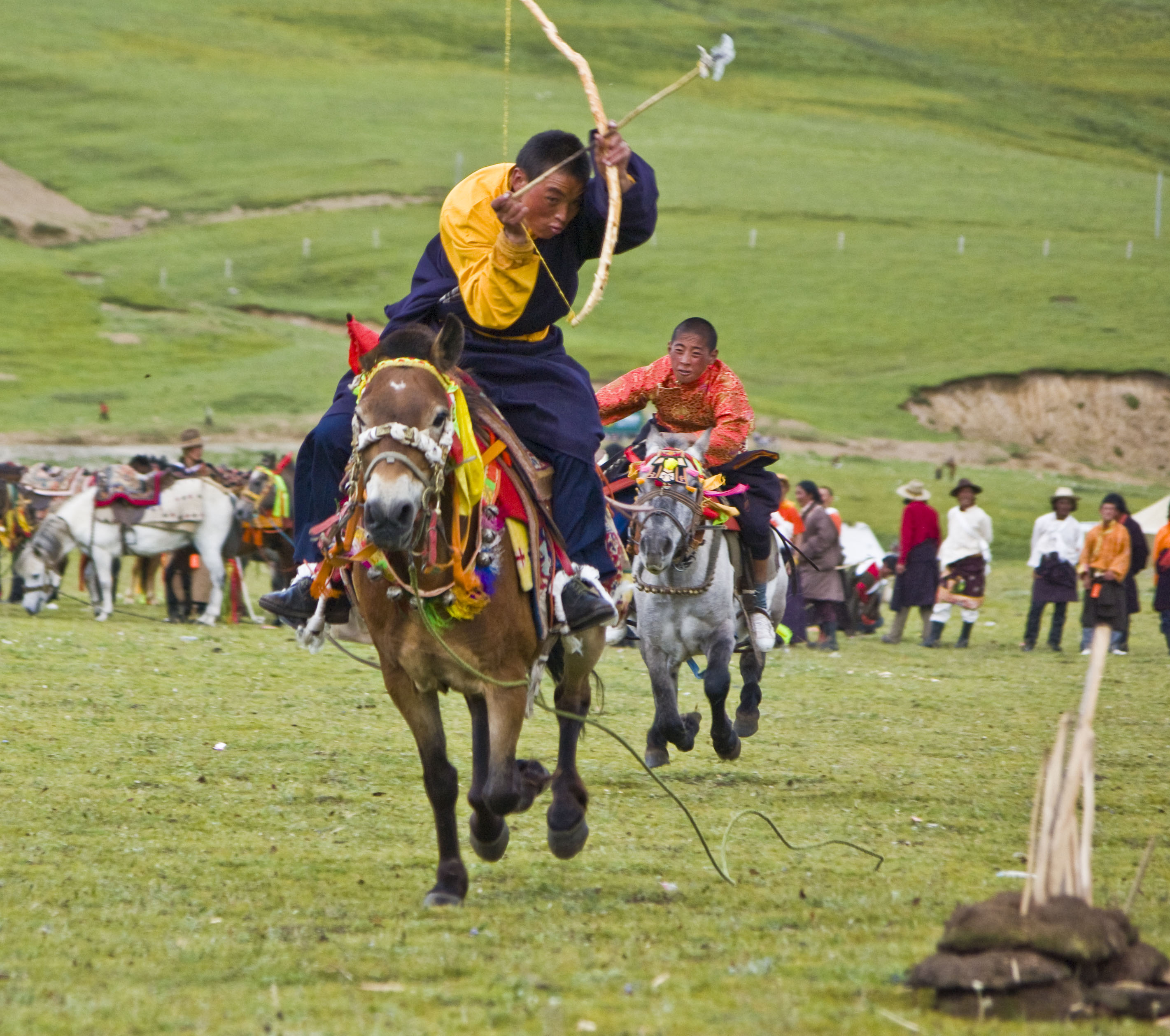
Paardenfestival

Gonpo Tashi kwam uit de plaats Litang dat in geheel Tibet bekendstaat om de jaarlijkse paardenraces, een spektakel van Tibetaanse krijgskunst en behendigheidsrensport dat teruggaat op de tijd van de Mongolen. Hij was een rijk zakenman en reisde voor zaken uitgebreid door Tibet en Mustang.
Midden jaren '50 woonde hij in Lhasa en reed hij als een van de enigen door de stad op een motorfiets die zich vaak in een indrukwekkende staat bevond.

## Bombardement van het klooster van Litang

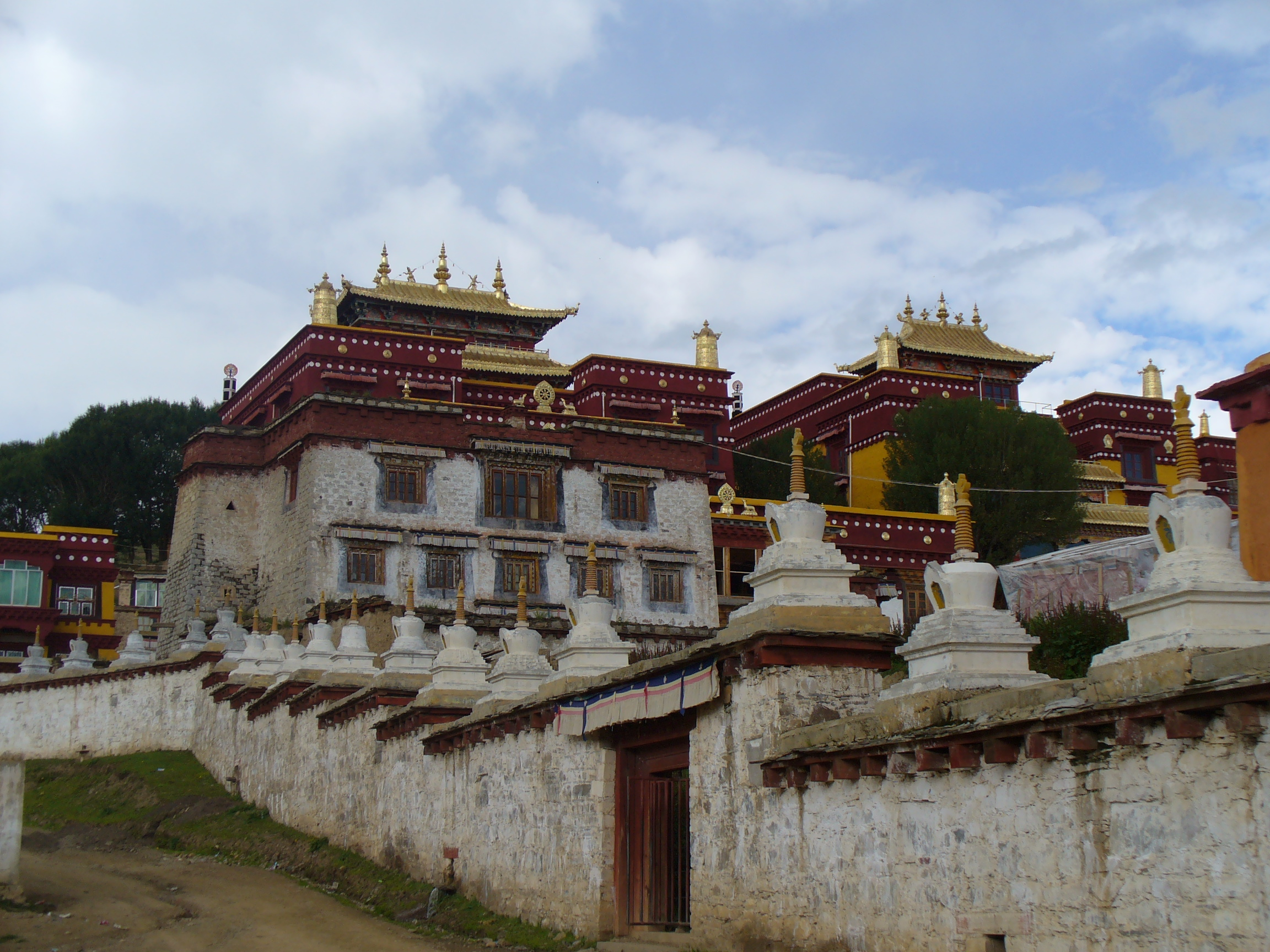
Het herbouwde Litangklooster

De oostelijke Tibetaanse provincies Kham en Amdo waren al in 1949 bezet door het Chinese Volksbevrijdingsleger. Op 7 oktober volgde de invasie in de rest van Tibet vanuit drie fronten. Een leger trok vanuit het noordelijke Sinkiang naar de westelijk gelegen provincie Ngari. Een tweede leger trok Centraal-Tibet binnen vanuit Amdo en een derde vanuit Kham. Het Tibetaanse leger van 5000 troepen kon weinig tegenstand bieden.
In het oosten van Tibet kwamen begin jaren '50 Khampa-strijders in steeds grotere aantallen in opstand tegen de communistische hervormingen, zoals de collectivisatie van landerijen en andere eigendommen. Tot dit moment had het verzet zich vooral gericht op de strijd voor de onafhankelijkheid van Kham.
Het verzet werd door het Chinese leger beantwoord met vergeldingsacties op kloosters en dorpen. Het Tibetaanse klooster Thupten Jampaling bij Litang werd in 1956 na een belegering van een maand als eerste uit meerdere kloosters platgebombardeerd door een vliegtuig.

## Oprichting Chushi Gangdruk

Chushi Gangdruks dotoevaandel

Uit woede om het bombardement begon Tashi met lokale leiders te spreken over het organiseren van een verzetsbeweging. Net als bij andere guerrillabewegingen, had ook Tashi te maken met scheuringen en onderlinge jaloezie. In Oost-Tibet waren de lokale leiders afkomstig uit de adel in Tibet en keken neer op handelaren zoals Tashi die even rijk waren als zij. In het algemeen leefde niettemin de overtuiging dat de lokale erfadel wel in het verzet betrokken moest zijn, vanwege het verlies van grote delen van hun bezittingen aan het nieuwe communistische bewind. Het lukte Tashi de verschillende verzetseenheden samen te brengen in een enkele nationale beweging met de naam Chushi Gangdruk, vertaald vier rivieren, zes bergketens.
Er was een ernstig tekort aan wapens. Een jonge Khampa met de naam Loden vertelde dat iedereen zijn eigen wapens mee moest nemen en dat er in zijn eenheid van tachtig strijders slechts twintig waren met een wapen.

## National Volunteer Defense Army
Begin 1958 belegde Gonpo Tashi een geheime bijeenkomst met 24 sleutelfiguren binnen de guerrillabeweging. Hij riep hen op zich te verenigen met de zin: Alle tsampa-eters moeten samen staan. Tsampa verwijst naar het nationale voedsel van Tibet. Op deze dag werd besloten de National Volunteer Defense Army op te richten. De rebellenleiders wisten dat ze aan Tashi meer dan alleen een gemeenschappelijke keuken. Tashi had namelijk nauwe contacten met Thubten Woyden Phala, de hofmaarschalk en belangrijk adviseur van de veertiende dalai lama. De dalai lama zelf was niettemin tegen elke vorm van geweld en keurde de acties van de guerrillabeweging af.
Verder stond Tashi in nauw contact met Gyalo Döndrub, een broer van de dalai lama die zorgde dat Tibetaanse verzetsstrijders werden gerekruteerd. Een andere broer, Thubten Jigme Norbu, zorgde vervolgens dat verzetsstrijders naar het CIA-trainingskamp Camp Hale in de VS werden gevlogen. Daarna werden ze in Tibet gedropt met een radio, wat geld en wat wapens. Eind jaren '50 gaf generaal Tian Guansan de veertiende dalai lama de opdracht om het guerrillaverzet onder leiding van Tashi de kop in te drukken. De dalai lama had het gewapend verzet weliswaar afgekeurd, maar was evenmin bereid om het Tibetaanse leger op Tashi af te sturen. Uit woede ontnam Tian het burgerschap van de twee broers, Norbu en Gyalo.
Tijdens de opstand in Tibet van 1959 organiseerde Phala samen met Tagla de vlucht van de dalai lama naar de dzong van Lhuntse. De route werd uitgezet door Tashi die ook Khampa-strijders leverde om de dalai lama tijdens de rit door de bergen te escorteren.

## Mustang

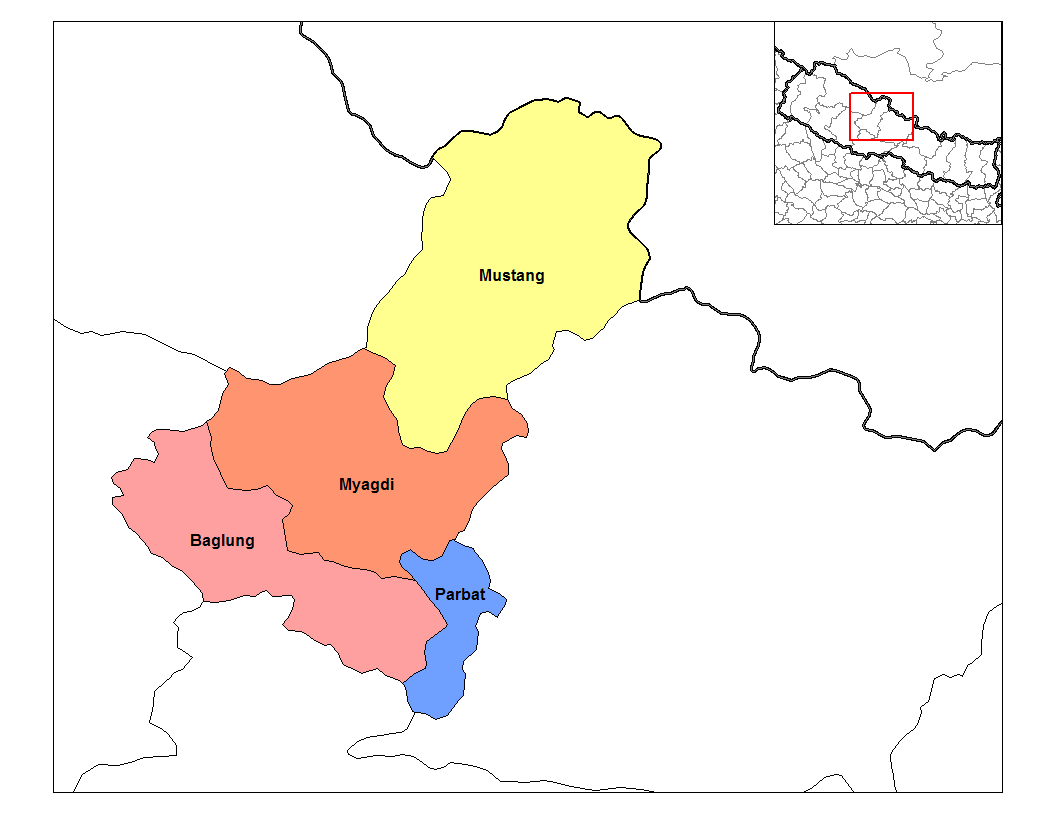
Ligging van Mustang aan de zuidgrens van Tibet

Nadat de dalai lama gevlucht was, hadden veel Tibetaanse strijders de moed opgegeven en gaven ze de strijd op. Het Chinese leger heroverde de gebieden die onder controle waren geweest van de Khampa's. Aan het eind van april was de moraal van de guerrillastrijders sterk gedaald en werden de Khampa-strijders tegen de Indiase grens aan gedreven. Op 28 april trok ook Tashi de grens over naar India. Na zijn vlucht in ballingschap prees de veertiende dalai lama hem in verschillende publicaties en gaf hij hem de titel van generaal.
De Tibet Task Force van de CIA bleef zich concentreren op kleine formaties strijders die verzet boden in Tibet. Gonpo Tashi wilde echter een uitvalbasis opzetten in een buurland en besprak dit met CIA-agent Howard Bane. Bane was voorstander van het idee, omdat de Tibetaanse opstandelingen op dat moment niet in staat waren guerrilla-acties uit te voeren door middel van hit-and-run. Gekozen werd voor het koninkrijk Mustang in Nepal. Tashi kende het land vanwege zijn handelsreizen. Daarbij had Mustang een boeddhistische koning die de Tibet-kwestie gunstig gezind was. Vanuit Mustang werden invallen uitgevoerd door groepen van enkele honderden guerrillastrijders per keer.
In 1964 overleed Tashi aan verschillende verwondingen door kogels en granaatkartets die hij tijdens gevechten met het Chinese leger had opgelopen.
De Amerikanen bleven guerrillastrijders ondersteunen met wapens en opleiding. In 1972 werd deze steun uiteindelijk stopgezet als gevolg van een bezoek van president Richard Nixon aan Peking.

## Autobiografie
- 1973 (postuum) Four rivers, six ranges, reminiscences of the resistance movement in Tibet, Information and Publicity Office of H.H. the Dalai Lama, Dharamsala